# Brunswick (hrabstwo Cumberland)
Brunswick – jednostka osadnicza w Stanach Zjednoczonych, w stanie Maine, w hrabstwie Cumberland.